# Yousei Teikoku
Yousei Teikoku  (妖精帝國?  lit. "Imperio de las Hadas", traducido al alemán como "Das Feenreich") es una banda japonesa, formada en 1997 y parte de Team Fairithm, que actualmente la conforma 5 miembros, pero que en un principio era un dúo que lo integraba Yui y Tachibana. Su música contiene elementos de electro, EBM, darkwave, neoclásico,  etéreo y Ambient, con un estilo gótico en su interior. Sus trabajos incluyen los temas musicales de los animes de Mirai Nikki, Magical Pokaan, Innocent Venus, Kurokami, Seikon no Qwaser, la banda sonora de los videojuegos de Mai-HiME y Fortissimo//Akkord:Bsusvier. Ellos han publicado varios álbumes independientes y cuatro grandes álbumes con su discográfica actual Lantis: Gothic Lolita Propaganda, Metanoia, Gothic Lolita Doctrine, Gothic Lolita Agitator, PAX VESANIA, Hades: The Other World Album, Shadow Corpse y The Age of Villains.

## Concepto
A través de la música, Yousei Teikoku está tratando de revivir el imperio de hadas que existe entre el mundo humano y el reino espiritual conocido como Spiritua. El propósito de su música es "hacer que los seres humanos recuerden el corazón puro dentro de ellos que cree en las hadas, olvidado antes de que nos diéramos cuenta". "Gótico" e "imperio" son palabras claves en sus ideas musicales.

## Miembros
- Fairy Yui (Yui Itsuki) (伊月ゆい Itsuki Yui nacida el 25 de octubre?) - Supuesta edad: 325 años[7] (nacida realmente en el año 1980) - Vocal, coros y escritora. Se mantiene desconocido si Yui está asociada con el grupo Denkare.
- Takaha Tachibana (橘 尭葉 Tachibana Takaha?, nacido el 25 de marzo) - Teclados, guitarra, composición, arreglo y escritor. Trabajó con la banda Kukui en el pasado.
- Nanami (名波 Nanami?, nacido ?) - Bajo.
- Gight (nacido el 20 de marzo?) - Batería.
- Shiren (紫煉） Shiren?, nacido 10 de marzo) (nombre real: Hirano Yukimura) - Guitarra.

## Antiguos miembros
- Relu (レル Reru, nacido ?) - Batería.

## Discografía

### Álbumes
- Atarashii Momo (新しい桃?  New Peach) (1996)
- Momo no Hane (桃の羽?  Peach Wings) (1997)
- Momo no Mori (桃の森?  Peach Forest) (1998)
- Shikō no Momo (至高の桃?  Supreme Peach) (1999)
- Stigma (2005)
- Gothic Lolita Propaganda (2007)
- Metanoia (2007)
- Irodori no Nai Sekai (彩の無い世界?  A World Without Color) (2009)
- Gothic Lolita Doctrine (2009)
- Gothic Lolita Agitator (2010)
- Pax Vesania (2013)
- Hades:The other world (2014)
- Shadow corps (2015)
- The Age of Villains (2020)

### Sencillos
- Ashita wo Yurushite (あしたを許して?  Forgive Tomorrow) (2006)
- Senketsu no Chikai (鮮血の誓い?  The Blood Oath) (2006)
- Noble Roar (2006)
- Valkyrja (2006)
- Shijun no Zankoku (至純の残酷?  The Purest Cruelty) (2007)
- Schwarzer Sarg (2008)
- Hades: The Bloody Rage (2008)
- Weiß Flügel (2008)
- Gekkō no Chigiri (月光の契り?  The Moonlight Pledge) (2009)
- One (2009)
- Baptize (2010)
- Rebellion Anthem (2010)
- Asgard (2010)
- Mischievous of Alice (2011)
- Kuusou Mesorogiwi (2011)
- Filament (2012)
- Shito Kakusei (2014)
- Kyusei Άργυρός (2014)
- DISORDER (2016)

### Conciertos
- Dai Rokkai Koushiki Shikiten Tour PAX VESANIA LIVE TOUR (2013)
- Tokuten Shiki Shikiten 920 Putsch (2010)
- Animelo Summer Live 2009 -RE:BRIDGE-

### Anime
Este es un listado de los animes donde han salido sus canciones: 
- Mirai Nikki
- Seikon no Qwaser
- Venus versus Virus
- Renkin San-kyuu Magical Pokaan
- Innocent Venus
- Ga-Rei: Zero
- kurokami
- Katanagatari
- Tokyo ESP
- Queen's Blade
- Big Order

### Otros
- Promotional CD (2004)

Tomados de algunos de sus shows en vivo. Incluye cortos y alternativamente versiones arregladas de Garden, Last moment, Torikago (トリカゴ), Haru he (春へ), Gekka Kyōsō (月下狂想), Deep sea y Moonlight magic.
- My-HiME Banda sonora del juego

- Canciones Ending para el juego de PC Tsui no Yataka

- Opening para el juego AR forgotten summer

- Opening para el juego de PS2 Mai-Otome Butou Shi

- Opening (capítulos 1-14) y Ending (capítulos 15-final) para el anime "Mirai Nikki"

- Endings del anime Kurokami The Animation:

-Iro no Nai Sekai (Capítulos 1 - 15 ; 23)
-Gekkou no Chigiri (Capítulos 16 - 22)
- Opening y ending para el juego de PSP Queen's Blade: Spiral Chaos

- Canciones para el juego "Kamisama to Unmei Kakumei no Paradox" (2013)
- Ending 1 de Katanagatari, "Tasogare no Getsuka"